# Département de Bougie
Pour les articles homonymes, voir Bougie (homonymie).
Le département de Bougie fut un département français d'Algérie entre 1958 et 1959.
Considérée depuis le 4 mars 1848 comme partie intégrante du territoire français, l'Algérie fut organisée administrativement de la même manière que la métropole. C'est ainsi que pendant une centaine d'années, la ville de Bougie fut rattachée d'abord au département de Constantine, puis devint une sous-préfecture du département de Sétif et ce jusqu'au 17 mars 1958. 
Le département de Bougie fut donc créé à cette date, et englobait des territoires aussi bien issus des départements de Sétif, que de Constantine. Il possédait cinq sous-préfectures : Akbou, Djidjelli, Kherrata, Lafayette et Sidi-Aïch. 
Cependant, le 7 novembre 1959, ce département fut supprimé et réattribué dans sa totalité au département de Sétif.